# Makhzen
Makhzen (المخزن) és una paraula àrab que significa literalment tresorer, conservador, tancador. Designava antigament l'Estat marroquí i en l'actualitat la seva oligarquia o govern en l'ombra. Fou el nom donat al Marroc al govern des del temps dels sadites. El nom s'havia utilitzat des del segle viii derivat d'un cofre metàl·lic on l'aglàbida Ibrahim ibn al-Aghlab tancava els diners destinats a pagar el califa abbàssida. El terme makhzan al Marroc s'aplicava a la branca financera del govern.
El nom probablement és una metonímia relacionada amb els impostos que l'Estat recaptava. D'aquest terme procedeix el de mukhazni, que designava l'agent de policia del sultà i que avui dia pot designar, amb un matís una mica despectiu, la policia marroquina (mukhazniyya és el nom col·lectiu, pronunciat mjazniyya col·loquialment).
En l'actualitat l'Estat marroquí no rep oficialment el nom de Makhzen, però el terme continua a ser utilitzat per referir-se a l'élit dirigent del país, agrupada al voltant del rei i formada per membres de la seva família i afins, terratinents, homes de negocis, líders tribals, alts comandaments militars i altres persones influents que constitueixen el poder fàctic.
El terme és associat a una manera arcaica i hermètica de governar, oposat a la democràcia formal de les institucions marroquines. Encara que els contorns del Makhzen són vagues, el govern en si mateix no s'en considera com una part sinó com un instrument seu. El Makhzen en general coopta els seus membres utilitzant les pròpies xarxes. Amb freqüència la pertinença al Makhzen és hereditària.
L'existència del Makhzen és considerada per molts com una rèmora per al desenvolupament del país car impedeix el funcionament efectiu d'institucions i formes democràtiques. Uns altres pensen, no obstant això, que és un factor d'estabilitat posat molt arrelat en la història i les característiques socials del Marroc, garanteix la continuïtat de la monarquia i a més es renova posat que a vegades coopta als seus propis opositors.